# Генрих V Железный
Генрих V Железный (1312/1321 — 13 апреля 1369) — князь Жаганьский (1342—1369), c 1349 года владел половиной Глогувского, а с 1365 года — половиной Сцинавского княжества. C 1344 года наследственный ленник чешской короны.

## Биография
Представитель силезской линии польской династии Пястов. Единственный сын Генриха IV (1291/1292 — 1342), князя Жаганьского (1309—1342), и Матильды Бранденбург-Зальцведельской (ум. 1323).
Политический опыт Генрих приобрел еще при жизни отца, участвуя в 1341 году в переговорах с дядей, князем Яном Сцинавским, который продал Генриху Верному город Всхова с округой. Через год, в январе 1342 года, после смерти своего отца Генриха IV Верного, Генрих V унаследовал Жаганьское княжество.
Генрих получил прозвище «Железный» из-за сумасшедшей прямоты и жестокости. После смерти своего отца он попытался осуществлять политику восстановления земель, которые были утрачены при Генрихе IV Верном.
В 1343 году Генрих V отказался платить дань чешской короне и попытался подчинить своей власти весь город Глогув, который был захвачен королем Чехии Яном Люксембургским после смерти его дяди Пшемысла Глогувского в 1331 году. Чешский король Карл IV Люксембургский с войском вынужден был прибыть в Глогув для восстановления своей власти.
В то же время (в 1343 году) польский король Казимир III Великий, воспользовавшись внутренним проблемами в Силезии, захватил и присоединил к своим владениям Всховскую землю. В последующем конфликте с Польшей на стороне князя Генриха Железного выступили его дяди, князья Конрад Олесницкий и Ян Сцинавский. Несмотря на поражение под стенами Сцинавы от войск Конрада Олесницкого, польский король Казимир Великий смог удержать Всховскую землю под своим контролем.
Генрих V Железный, не в силах сопротивляться превосходящим силам польского короля, отправил Казимиру Великому послание, в котором просил у него перемирия. Польские войска покинули пределы Жаганьского княжества, а в лагере польских войск состоялась встреча между Казимиром III и Генрихом Железным. Польский король возвратил князю Генриху Жаганьскому захваченные во время конфликта территории, кроме Всховской земли.
Конфликт с Польшей помешал Генриху Железному оказать дальнейшее сопротивление Люксембургской династии. 7 июня 1344 года было заключено мирное соглашение между Генрихом Железным и чешским королем Карлом Люксембургским, который передал Генриху половину Глогувского княжества (фактически передача этих владений состоялась только в 1349 году). В обмен на это князь жаганьский Генрих Железный 23 ноября 1344 года принес в Праге вассальную присягу королю Чехии Карлу Люксембургскому.
В 1344 году князь Жаганьский Генрих Железный участвовал в чешских внутриполитических делах, а в 1345 году, когда началась война между Чехией и Польшей из-за Силезии, князь Жаганьский поддержал своего сюзерена, пытаясь одновременно восстановить свою власть над Всховой.
В качестве вассала чешской короны Генрих V также принимал участие в многочисленных дипломатических мероприятиях и акциях германского императора и короля Чехии Карла IV Люксембургского. 1 сентября 1347 года он присутствовал на коронации Карла в Праге, в 1349 году находился в свите Карла Люксембургского во время поездок в Авиньон и Ахен, в 1355 году сопровождал Карла во время итальянской экспедиции и императорской коронации в Риме.
В 1351 году в награду за верную службу император Карл IV Люксембургский пожаловал Генриху Железному княжество умершего князя Болеслава III Плоцкого (шурина Генриха), отец которого, князь Вацлав Плоцкий, еще в 1329 году принес ленную присягу на верность чешскому королю Яну Люксембургскому. Однако польский король Казимир Великий захватил большую часть Плоцкого княжества, не допустив Генриха Железного в Мазовию.
В 1356 году Генрих Железный вместе с князем Николаем Зембицким участвовал в дипломатической миссии в Константинополь, откуда принял участие в паломничестве в Палестину.
После возвращения на родину князь Жаганьский расширил свои владения. Он купил (в основном, у своего дяди Яна Сцинавского) Новогруд-Бобжаньский, Рычень, половину Сцинавы и область между реками Барыч и Одер, которая называлась Мендзыжеч. Уже после смерти Яна Сцинавского в 1365 году Генрих Железный приобрел Гуры-Сленски и унаследовал половину Сцинавского княжества. Претензии на наследство второго дяди, князя Конрада Олесницкого, были удовлетворены суммой в размере 600 гривен серебра. Вторую половину княжества король Чехии Карл IV Люксембургский передал Свидницкому князю Болеславу II Малому.
В 1360 году произошла неожиданное ухудшение взаимоотношений с королем Чехии Карлом IV Люксембургским. Одной из причина стало сближение чешского короля с князем Свидницким Болеславом II Малым. Карл Люксембургский согласился передать половину Глогува Констанции Свидницкой, вдове князя Пшемысла Глогувского. В 1361 году Констанция приняла монашество и передала вдовий удел своему старшему брату, князю Свидницкому Болеславу II Малому. Князь Жаганьский Генрих V Железный, владевший второй частью Глогувского княжества, стремился объединить под своей властью все Глогувское княжество и после этого события потерял все свои надежды на восстановление единства Глогувского княжества. Вскоре он начал посещать Краков и заключил союз с королем Польши Казимиром III Великим. Для того, чтобы укрепить этот альянс, был заключен брак между дочерью Генриха V Ядвигой и королем Казимиром III. После своей женитьбы Казимир Великий укрепил своё влияние в Силезии, а Генрих V Железный приобрел могущественного покровителя и союзника. Свадьба состоялась 25 февраля 1363 года в Всхове, церковной церемонией руководил епископ познанский Ян из Лютогнева.
Генрих V Железный, князь Жаганьский, считался хорошим хозяином, хотя источники отмечали его чрезмерную строгость в отношениях с подданными. При решении спорных вопросов он не считался ни с церковью, ни с дворянством. В частности, Генрих Железный находился в плохих отношениях с орденом августинцев в Жагани, с которым велись постоянные споры. Различные эксцессы и выходки князя приводили в ярость его вассалов, которые даже его похитили и заперли в подвале костёла Святого Якуба в Глогуве. Только по случайности Генрих смог получить свободу. В 1367 году в результате воспаления глаз Генрих Железный лишился зрения.
Генрих Железный скончался от пневмонии 13 апреля 1369 года и был похоронен в костёле августинцев в Жагани.

## Семья
6 сентября 1337 года Генрих V Железный женился на Анне Мазовецкой (ок. 1324—1363), дочери князя Вацлава Плоцкого (1293—1336) и Эльжбеты Литовской (ок. 1302—1364), дочери великого князя литовского Гедимина. Супруги имели в браке пять детей:
- Генрих VI Старший (ок. 1345—1393), князь Жаганьский, Глогувский и Сцинавский
- Анна (ок. 1350—1405), жена с 1361 года князя Яна I Ратиборско-опавского (ок. 1332—1380/1382)
- Ядвига (ок. 1350—1390), 1-й муж с 1363 года король Польши Казимир III Великий (1310—1370), 2-й муж с 1372 года князь Руперт I Легницкий (1343—1409)
- Генрих VII Румпольд (ок. 1350—1395), князь Жаганьский, Глогувский и Сцинавский
- Генрих VIII Врубель (ок. 1357—1397), князь Жаганьский, Глогувский и Сцинавский.